# Поросо, Джексон
Джексон Габрие́ль Поро́со Верна́са (исп. Jackson Gabriel Porozo Vernaza; род. 4 августа 2000) — эквадорский футболист, центральный защитник французского клуба «Труа» и сборной Эквадора. Выступает на правах аренды за клуб «Тихуана».

## Клубная карьера
С 2016 года выступал за молодёжные составы эквадорского клуба «Манта». В 2018 году ездил на просмотр в бразильские клубы, тренировался с клубом «Палмейрас», но в итоге перешёл в бразильский «Сантос». Одноклубники по «Сантосу» дали называли его эквадорским «Ерри Миной» за сходство во внешности и хорошей игре головой.
1 октября 2020 года перешёл в португальский клуб «Боавишта», подписав пятилетний контракт.
В июне 2022 года перешёл во французский клуб «Труа», подписав пятилетний контракт.

## Карьера в сборной
В 2017 году в составе сборной Эквадора до 17 лет принял участие в чемпионате Южной Америки среди команд до 17 лет. Провёл на турнире 8 матчей и забил 1 мяч (в матче против Уругвая 25 февраля).
В 2019 году в составе сборной Эквадора до 20 лет принял участие в чемпионате Южной Америки среди команд до 20 лет и помог своей команде выиграть этот турнир. Был включён в «символическую сборную» турнира.
10 сентября 2019 года дебютировал за главную сборную Эквадора в матче против сборной Боливии.

## Статистика

### Сборная
| 2019  | 1 | 0 |
| 2021  | 1 | 0 |
| 2022  | 5 | 0 |
| Всего | 7 | 0 |

| № | Дата                | Оппонент          | Счёт | Голы | Ассисты | Карточки | Минуты   | Соревнование       |
| - | ------------------- | ----------------- | ---- | ---- | ------- | -------- | -------- | ------------------ |
| 1 | 11 сентября 2019    | Боливия           | 3:0  | —    | —       | —        | 5'( 85') | Товарищеский матч  |
| 2 | 29 марта 2021       | Боливия           | 2:1  | —    | —       | —        | 7'( 83') | Товарищеский матч  |
| 3 | 12 июня 2022        | Кабо-Верде        | 1:0  | —    | —       | —        | 90'      | Товарищеский матч  |
| 4 | 23 сентября 2022    | Саудовская Аравия | 0:0  | —    | —       | —        | 90'      | Товарищеский матч  |
| 5 | 27 сентября 2022    | Япония            | 0:0  | —    | —       | —        | 90'      | Товарищеский матч  |
| 6 | 25 ноября 2022 года | Нидерланды        | 1:1  | —    | —       | —        | 90'      | ЧМ-2022 (группа A) |
| 7 | 29 ноября 2022 года | Сенегал           | 1:2  | —    | —       | —        | 5'( 85') | ЧМ-2022 (группа A) |

Итого: сыграно матчей: 7 / забито голов: 0; победы: 3, ничьи: 2, поражения: 1.

## Достижения
«Эквадор (до 20 лет)»
- Победитель чемпионата Южной Америки среди команд до 20 лет: 2019

Индивидуальные
- Команда турнира: Чемпионат Южной Америки по футболу среди молодёжных команд 2019